# Ela Ela (Come Baby)
Ela Ela (Come Baby) är en låt framförd av den cypriotiska sångaren Constantinos Christoforou. Låten var Cyperns bidrag i Eurovision Song Contest 2005 i Kiev i Ukraina. Låten är skriven av Christoforou själv.
Bidraget framfördes i finalen den 21 maj och slutade där på artonde plats med 46 poäng.